# Amblyomma papuanum
Amblyomma papuanum är en fästingart som beskrevs av Hirst 1914. Amblyomma papuanum ingår i släktet Amblyomma och familjen hårda fästingar. Inga underarter finns listade i Catalogue of Life.